# Estat Català
Estat Català (Estado Catalán en español) es un partido político de carácter independentista catalán, fundado por Francesc Macià como "organización política y de combate nacionalista catalana" el 18 de julio de 1922. Estat Català es el partido más antiguo de Cataluña que continúa en activo.
En sus inicios, Estat Català podía considerarse como un partido insurreccionalista, ya que las acciones armadas contra la dictadura de Primo de Rivera y la difusión internacional de las ambiciones independentistas de Cataluña fueron sus principales actividades. Se define como un partido independentista, interclasista y no dogmático, que lucha por la independencia de los denominados Países Catalanes y el establecimiento del catalán como única lengua oficial. Afirma ser el tercer partido nacionalista de Europa después del Partido Nacionalista Vasco y el Sinn Féin de Irlanda.

## Historia

### Fundación e intentos insurreccionales

La estelada blava, bandera utilizada por Estat Català y que es la primera bandera del independentismo catalán moderno.

Estat Català fue fundado por Francesc Macià, Lluís Marsans, Daniel Cardona, Domènec Solé, Manuel Pagès y Joan Bertran i Deu, dirigentes de la Federació Democràtica Nacionalista, el 18 de julio de 1922 después de la Conferencia Nacional Catalana, donde se concluye que "mientras haya una monarquía en España, Cataluña no podrá obtener autogobierno; por lo tanto, hace falta romper cualquier relación con España y proclamar el Estado Catalán que se pudiera confederar con el País Valenciano, las Islas Baleares, Cataluña Norte, y quizás, Occitania". 
Convencido de que el parlamentarismo político con España sería estéril, abogó por la lucha armada, en mimetismo con el republicanismo irlandés, que hacía poco había conseguido la independencia del sur de Irlanda (de mayoría católica) con respecto del Reino Unido. Para esta iniciativa necesitaba un dinero que sabía que no conseguiría de los catalanes del interior, dado que el movimiento catalanista estaba hegemonizado por la conservadora Lliga Regionalista, liderada por Francesc Cambó. Así, se dirigió a los catalanes emigrados a América. Los catalanes de Cuba colaboraron económicamente en el apoyo del proyecto a partir del 1922 y durante una década. El Centro Catalán de La Habana se constituyó en asociación secreta, con el nombre de "Club Separatista Català nº1". La organización de los clubes se extendió a otros países latinoamericanos y se creó la Federación Internacional de Clubes Separatistas Catalanes, que financiarían el partido. 

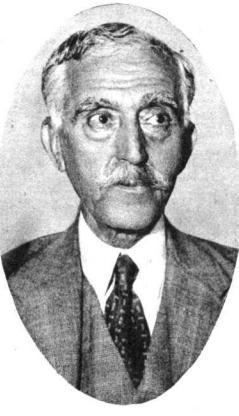
Retrato de Francesc Macià, fechado en 1931, que fuera dirigente histórico y fundador de Estat Català.

Durante la década de 1920, el partido participó activamente contra la dictadura del general Miguel Primo de Rivera (pronunciamiento de septiembre de 1923), como respuesta a la represión que lo obligó a pasar a la clandestinidad. En octubre de 1923, Macià y la cúpula de Estat Català huyeron a Perpiñán, en el departamento francés de los Pirineos Orientales, llamado por los nacionalistas catalanes Cataluña del Norte. En el interior de Cataluña quedó un directorio formado por el doctor Soler, Encina y Vallmitjana. También organizaron 54 escamots (pelotones) de 10 miembros, que estaban dirigidos por Daniel Cardona, también redactor del órgano del partido, L'Estat Català, y por Manuel Pagès. Cardona se exilió en agosto de 1924 y el líder del partido en el interior fue Marcel·lí Perelló, quien también mantenía contactos con la Sociedad de Estudios Militares dirigida por Miquel Ferrer, y fundaba en el interior la organización clandestina, secreta y armada Bandera Negra. 
En París, constituyeron el Comité de Acción de la Libre Alianza y el Comité Revolucionario de París. El 23 de abril de 1925, Macià y Miquel Soldevila, en nombre del Gobierno Provisional de Cataluña, emitieron el Empréstito Pau Claris para financiar una insurrección armada. A la vez, se creaba en Barcelona la sección de choque Bandera Negra ("Santa Hermandad Catalana"), con comités en Beziers y Buenos Aires. 
En octubre de 1925, Francesc Macià y Josep Carner viajaron a la URSS con José Bullejos, entonces secretario general del Partido Comunista de España, para entrevistarse con los dirigentes de la naciente Internacional Comunista. Por mediación de Andreu Nin, que fuera líder de la anarquista CNT y posteriormente destacado dirigente antiestalinista, consiguieron las simpatías de León Trotski, Nikolái Bujarin y Grigori Zinóviev, pero Stalin no los apoyó por "carencia de definición ideológica" y, sencillamente, porque no lo veía claro. 
El 6 de junio de 1925, Bandera Negra intentó un magnicidio contra el rey Alfonso XIII, acción conocida como el Complot de Garraf. Asimismo Estat Català participó, como hechos más importantes, en el intento de invasión desde Prats de Molló, en el que Macià en persona organizó una partida armada para la invasión de Cataluña desde Prats de Molló (en el Rosellón) en 1926. El plan fue descubierto por las autoridades francesas; Macià fue condenado a seis meses de prisión y después deportado a Bélgica junto a la plana mayor de Estat Català. 
En 1928, Francesc Macià y Ventura Gassol celebraron una asamblea en Cuba con apoyo del Grop Nacionalista Radical, donde intentaron cambiar el nombre del partido por el de Partit Separatista Revolucionari Català, pero los militantes del interior no lo aceptaron. A la vez, algunos de los militantes más izquierdistas se unieron al Partit Comunista Català (PCC) de Jordi Arquer. En la Conferència d'Esquerres, celebrada entre el 17 y el 19 de marzo de 1931 en la calle Cros del barrio barcelonés de Sants, se unió al Partit Republicà Català y al grupo de L'Opinió, dando lugar a Esquerra Republicana de Catalunya (ERC), dentro la cual Estat Català conservó autonomía organizativa.

### La llegada de la II República y la autonomía catalana
El 14 de abril de 1931, Francesc Macià proclamó en Barcelona la efímera República Catalana, que no pasó del establecimiento de la Generalidad de Cataluña por las presiones del Gobierno Provisional de la República. Francesc Macià fue, pues, el primer presidente de la instaurada Generalidad. La plana mayor del Partido se integró en ERC. Algunos, sin embargo, no lo aceptaron. Daniel Cardona se separa y funda Nosaltres Sols!, y se fundan los grupos marxistas e independentistas Alta Tensió y Elements d'Estat Català.
Del 3 al 10 de enero de 1932, Jaume Compte convoca una Asamblea de la cual surge Estat Català-Front Separatista d'Extrema Esquerra, partido obrero de ideología nacionalista y revolucionaria que en abril de 1932 convoca una Conferencia Nacional Obrera. Algunos miembros del Partit Comunista Català, como Pere Aznar, se le unieron, pero Josep Rovira, Domènec Ramón y Amadeu Bernadó se pasaron a Unió Socialista de Catalunya (USC), partido en el que también militaba Joan Comorera, futuro líder del PSUC. Finalmente, con sus partidarios refundará el partido como Estat Català-Partit Proletari, que después se organizaría como partido independiente con el nombre de Partit Català Proletari. El sector más nacionalista, sin embargo, fundaba el Partit Nacionalista Català. 
En 1933, el líder de las juventudes de Estat Català, Josep Dencàs, intentó organizar milicias armadas con apoyo de Miquel Badia. Son los Escamots. Todos tuvieron un papel destacado en la proclamación del Estado catalán de octubre de 1934. Dencàs fue el único miembro de ese gobierno que evitó la cárcel, huyendo por las alcantarillas del Palacio de la Generalidad, y de ahí huyó al extranjero, apareciendo tan solo una semana más tarde en el balcón de la Piazza del Popolo, en Roma, durante un discurso de su protector Benito Mussolini.[cita requerida] Badia fue encarcelado y Compte murió luchando en el local del Centre Autonomista de Dependents del Comerç i de la Indústria (CADCI). 
Macià fallecería el 25 de diciembre de 1933 a causa de su avanzada edad, ejerciendo como Presidente de la Generalidad de Cataluña.

### La guerra civil española

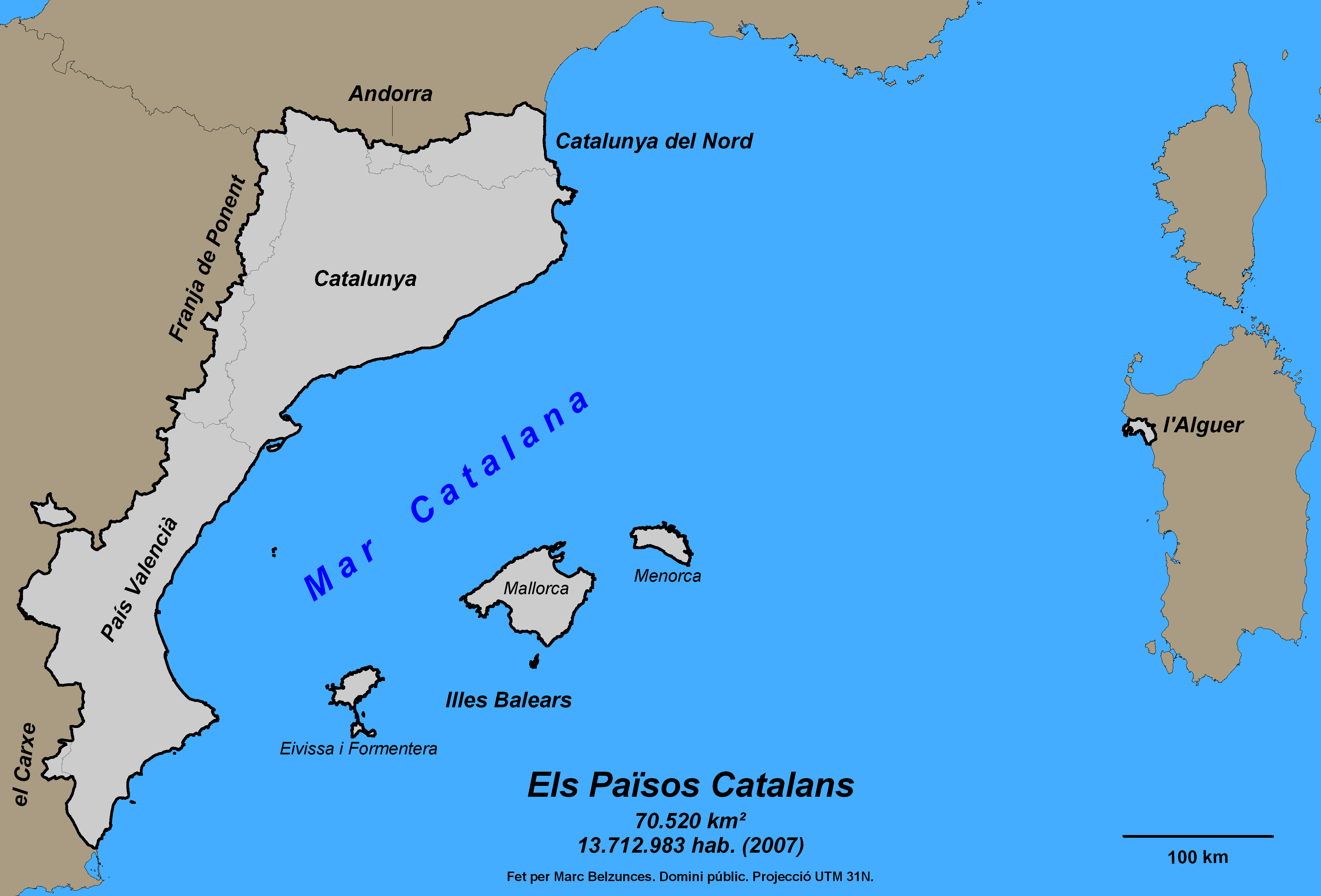
Mapa de los llamados Países Catalanes (Països Catalans), cuya creación y la del concepto se atribuye a los dirigentes de Estat Català.

Pocos días antes del inicio de la guerra civil española, en junio de 1936, Estat Català abandona ERC y se reorganiza de manera independiente bajo la dirección de Josep Dencàs y Joan Torres, se fusiona con el Partit Nacionalista Català, algún sector de las Juventudes de ERC y del grupo Nosaltres Sols!. Tras el inicio de la guerra, de julio de 1936 a julio de 1937, consiguieron el control del Diario de Barcelona, dirigido por Marcel·lí Perelló. 
Estat Català participó activamente en todos los frentes de guerra, creó sus propias tropas para luchar, como el Regimiento Pirenaico n.º 1 de Cataluña, la Columna Volante, la 132 Brigada Mixta y el cuerpo expedicionario que intentó recuperar Mallorca, que había caído en manos de los sublevados[cita requerida]. Durante los años de la guerra Estat Català, disconforme con la situación revolucionaria de Cataluña y con objeto de poder encaminarla hacia la independencia, intentará obtener el poder de la Generalidad a través de un complot contra su presidente, que será descubierto.[cita requerida] Entretanto, el partido padeció fuertes tensiones internas.

### Posguerra y dictadura franquista
A partir de 1939, ya perdida la guerra, muchos de los militantes de Estat Català fueron fusilados, otros encarcelados y otros muchos acabaron en el exilio. Los que cruzaron la frontera a Francia fueron internados en campos de concentración del Rosellón. Algunos fueron posteriormente capturados por los nazis durante la Segunda Guerra Mundial y deportados a campos de concentración y exterminio[cita requerida]. Los militantes que quedaron libres se integraron en el Front Nacional de Catalunya (FNC), donde Estat Català conservó su autonomía interna. Estat Català colaboró con los servicios secretos del Reino Unido, la Francia Libre y el gobierno en el exilio de Polonia - radicado en Londres, así como con la Resistencia Francesa. Contando con la colaboración de los militantes resistentes del interior, tuvo una intensa actividad en las redes de evasión de aviadores aliados y judíos para salir de la Francia ocupada por los nazis.[cita requerida]
El 16 de junio de 1939, surgieron disensiones entre los dos líderes de Estat Català, el secretario general Vicenç Borrell y Joan Cornudella, futuro líder del Front Nacional de Catalunya. Borrell fue destituido y Estat Català se integró en el FNC hasta 1947. A pesar de que mantuvieron una estructura al margen del FNC, para ellos será un punto de referencia en planteamiento ideológico y proceso de reorganización. De 1940 a 1946 su actividad fue muy débil dentro del FNC. En septiembre de 1941 su red de espías fue desarticulada. 

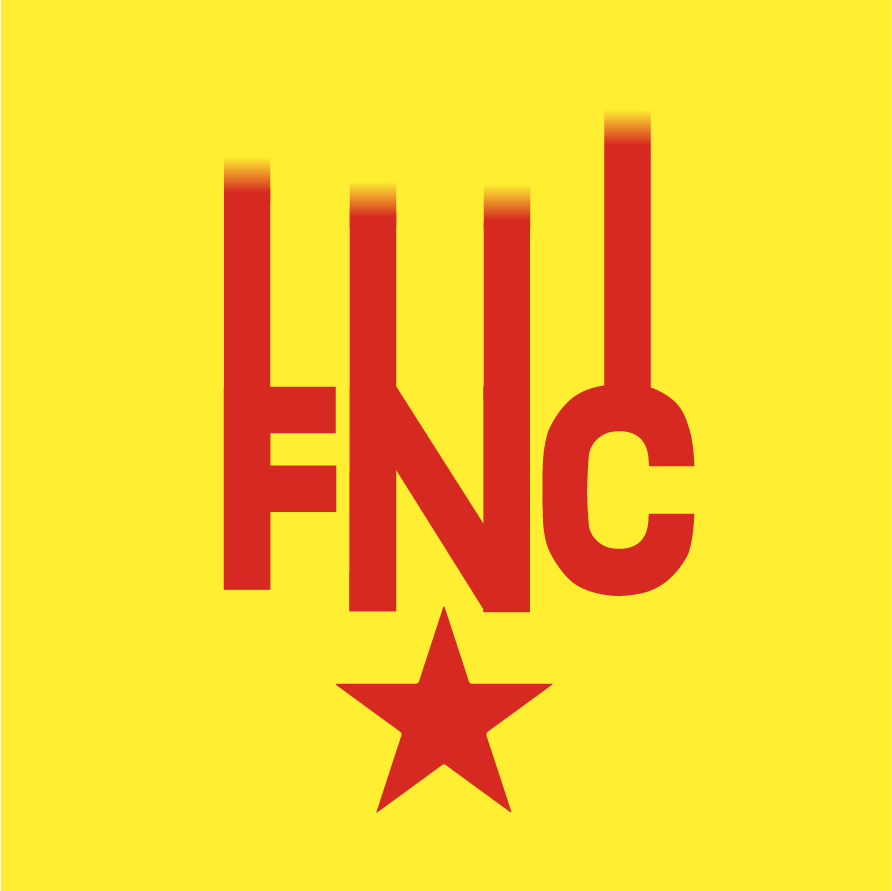
Símbolo del Front Nacional de Catalunya, del que Estat Català formó parte hasta 1947.

En 1942, el comité barcelonés de Estat Català reunió entre a 20 y 30 militantes, dirigidos por Xavier Balagueró, Josep Planchart, Ángel Cortès, Jordi Renom y Ventura Niubò. Según fuentes internas, en 1942 Estat Català creó la idea y editó el primer mapa de los Países Catalanes[cita requerida]. En 1945 entró a formar parte del Consell Nacional de la Democràcia Catalana (CNDC) de Josep Pous con representación propia, independiente del FNC. 
Las luchas internas continuaron. Entre 1942 y 1943, las Juventudes de Estat Català (Jordi Renom, Xavier Balagueró y Ángel Cortès) hicieron pintadas nacionalistas en el barrio de Gracia de Barcelona, repartieron propaganda contra la dictadura de Francisco Franco y editaron la revista Torxa, de forma que en 1944 crearon una Sección Universitaria. Ese mismo año Vicenç Borrell volvió a Barcelona y relanzó Estat Català en la clandestinidad para recuperar los exiliados y los que se habían pasado al FNC; asimismo, propone crear una coordinadora de partidos en el interior (Unitat Catalana) para dejar de lado a las instituciones en el exilio como la Generalidad. Esto provocó una polémica entre el sector oficialista de Borrell y los partidarios de colaborar con el FNC, agrupados en la revista Almogàvers (Joan Berguedà, Pere Pérez, Joan Monyarc, Gonçal Gorges). En mayo de 1945 fue detenido el militante Ángel Cortès por repartir propaganda en la Universidad; fue apaleado por compañeros de Pablo Trae Bussoms, líder del franquista Sindicato Español Universitario, y encarcelado durante tres meses. 
En abril de 1945, se celebró la primera reunión del Consejo Regional de Delegaciones de Estat Català, que consiguió la reunificación definitiva de los dos sectores en diciembre de 1946. Hasta entonces sólo habían hecho algunos actos de propaganda y simbólicos, como el del 28 de abril en homenaje a los hermanos Badia. Borrell y Renom se alternaron la presencia en el Consell Nacional de la Democràcia Catalana y hasta 1947 se mantuvieron ambiguos en la polémica que este mantuvieron con la Generalidad de Cataluña en el exilio. En julio de ese mismo año lo abandonaron, acusándolo de "pactar con los españoles", y formaron con ERC la Federació Nacionalista Republicana de Catalunya, todo acusando la Generalidad en el exilio de dejadez e inactividad, y a los líderes de UDC, MSC y FNC de personalismo. Acció Catalana Republicana se añadiría en 1948. 
El partido salió del Front Nacional de Catalunya (FNC) en 1947 al convertirse este en un partido político, y se reorganizó de manera independiente. Entonces quizás tenía unos 500 militantes. Entretanto, la tarea de oposición al régimen tenía poca influencia en la población y el partido fue sacudido por diferencias internas. Así, se convirtió en un grupo ultraclandestino, minoritario y sin demasiado arraigo excepto en Barcelona, razón por la cual no fue desarticulado. En el exterior algunos militantes, como Josep Maria Murià, editaban boletines para mantener la llama nacionalista. 
En las décadas de 1950 y 1960, empezó a realizar acciones políticas y armadas contra el régimen franquista merced el esfuerzo de su cabeza Salvador Bartolí. Adoptó planteamientos del laborismo británico. En 1947 intentó crear una organización armada con base piramidal de guerrillas de cinco militantes (quintas) con arsenal en Francia, merced la voluntariedad del secretario general de las Juventudes, Xavier Balagueró, pero no consta ninguna actuación de él desde 1950. 
Cerca de 1970, un grupo de jóvenes vinculados a las Juventudes Obreras de Estat Català crearon el Front d'Alliberament de Catalunya (FAC), independentista y socialista, pero que quería vincularse al Consell Nacional Català. Más tarde, otros se pasarían al Exércit Popular Català (EPOCA) y a Terra Lliure, organizaciones que practicaron la violencia armada y el terrorismo.

### Transición y democracia
En 1976, después de décadas de clandestinidad, Estat Català recupera nuevamente su legalidad al inscribirse en el Registro de Asociaciones Políticas el 16 de septiembre de 1977, bajo la dirección de militantes históricos como Josep Planchart, Ramón Rius, Xavier Balagueró, Jaume Ros, Martí Torrent y demás. Se declararon independentistas, buscando unos Países Catalanes independientes; e interclasistas, y recibieron la adhesión de militantes históricos de los años de la fundación del partido como Ventura Gassol. En la fecha en que se celebran las elecciones generales de 1977 Estat Català todavía no había sido legalizado y tuvo que formar una coalición, Esquerra de Catalunya, con otros partidos en la misma situación (como por ejemplo Esquerra Republicana de Catalunya). Estado Catalán consiguió su legalización aquel mismo año y, el 16 de septiembre de 1977 conseguía ser inscrito finalmente al Registro de Partidos Políticos del Ministerio del Interior. Más tarde se pronunció en contra de la aprobación de la Constitución española de 1978 y la Estatuto de Autonomía de Cataluña de 1979, puesto que las consideraba herramientas contrarias a las plenas libertades de los catalanes, así como continuistas del régimen de Francisco Franco. Según el posicionamiento de Estat Català, mantenido ya durante la dictadura al plantearse la posibilidad de una reclamación futura de Estatuto, un Estatuto como el de 1979 quedaba supeditado a una Constitución que "negaba los derechos nacionales inalienables e imponía una monarquía heredera la de 1714 y del franquismo". 
Estat Català se ha presentado a las elecciones generales españolas, pero inicialmente no lo hacía a las autonómicas catalanas, para no restar votos a los otros partidos nacionalistas. Nunca ha logrado un resultado superior al 0'6 % de los votos de Cataluña.
En las elecciones generales de 1979 obtuvo 6328 votos, que representaron un 0,29 %. A nivel municipal Estat Català se ha presentado repetidamente a las elecciones, ya sea en nombre propio o bien a través de su coalición, Acció Municipal Democràtica (AMD).
Con respecto a los resultados recientes, Estat Català se presentó a las elecciones al Parlamento de Cataluña (1999) obteniendo 1174 votos (0,06 %). En las elecciones generales españolas de 2000, obtuvo 2321 votos al Congreso de Diputados (0,07 %) y 18 000 al Senado (0,53 %), en las elecciones al Parlamento de Cataluña (2003) obtuvo 1890 votos (0,06 %) y en las Elecciones al Parlamento Europeo de 2004 obtuvo 1540 votos (0,07 %).
Respecto al último plebiscito sobre el nuevo estatuto de autonomía de Cataluña de 2006, Estat Català hizo campaña por el voto negativo bajo el lema «Ningún Estatuto nos hará libres. Independencia».